# Périgny-la-Rose
Périgny-la-Rose ist eine französische Gemeinde mit 160 Einwohnern (Stand: 1. Januar 2022) im Département Aube in der Region Grand Est. Sie gehört zum Arrondissement Nogent-sur-Seine und zum Kanton Nogent-sur-Seine. 

## Lage
Sie ist umgeben von folgenden Nachbargemeinden:
| Plessis-Barbuise          | Bethon                                      | Potangis          |
| La Villeneuve-au-Châtelot | Kompassrose, die auf Nachbargemeinden zeigt | Esclavolles-Lurey |
| Pont-sur-Seine            | Crancey                                     |                   |

## Bevölkerungsentwicklung
| Jahr                      | 1962 | 1968 | 1975 | 1982 | 1990 | 1999 | 2008 | 2016 |
| ------------------------- | ---- | ---- | ---- | ---- | ---- | ---- | ---- | ---- |
| Einwohner                 | 101  | 100  | 77   | 93   | 107  | 115  | 107  | 136  |
| Quelle: Cassini und INSEE |      |      |      |      |      |      |      |      |

## Sehenswürdigkeiten
- Kirche Saint-Rémy, Monument historique seit 1926

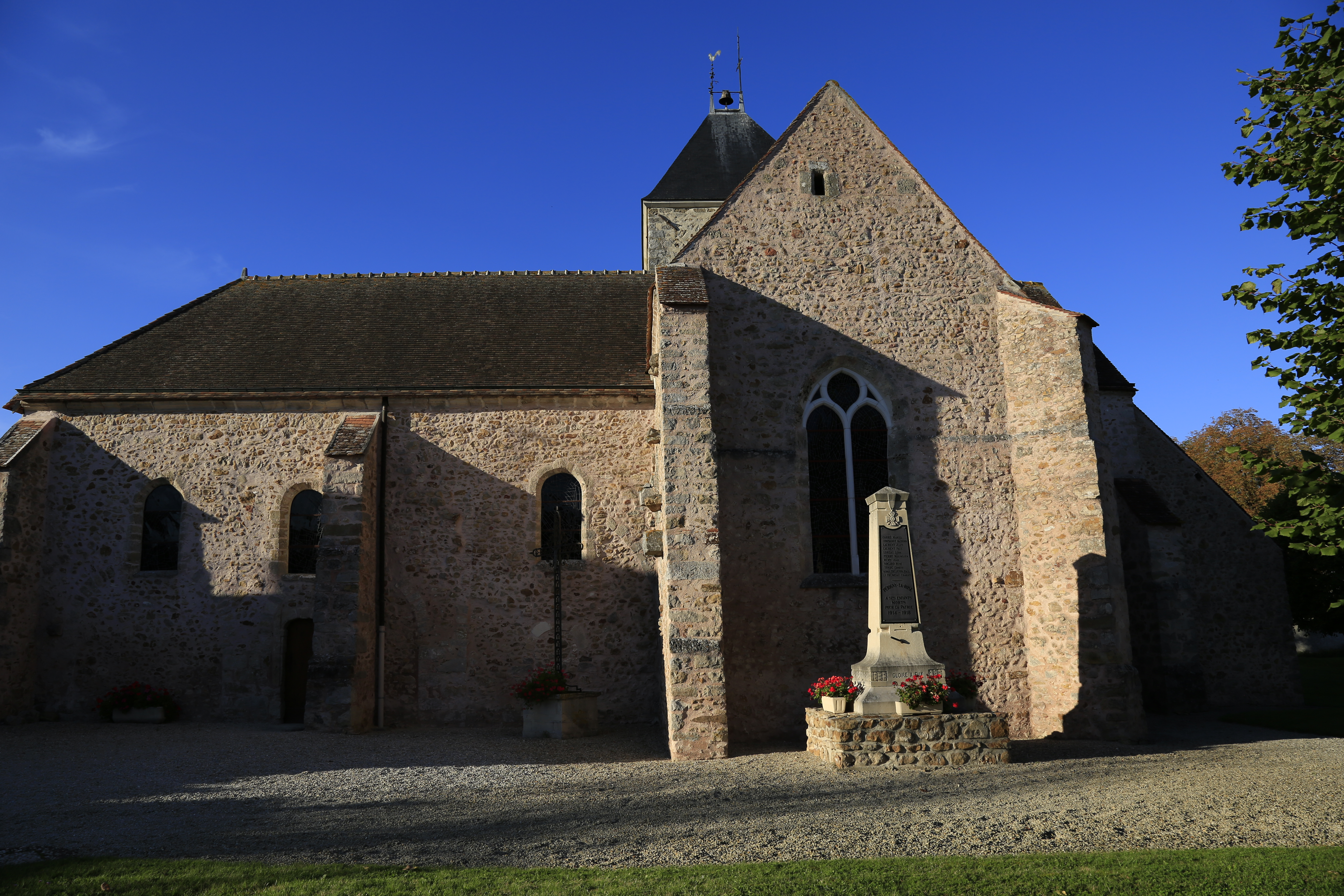
Kirche Saint-Rémy